# Olesicampe barbata
Olesicampe barbata är en stekelart som först beskrevs av Léon Abel Provancher 1886.  Olesicampe barbata ingår i släktet Olesicampe och familjen brokparasitsteklar. Inga underarter finns listade i Catalogue of Life.